# Maria Pronchishcheva
Maria Pronchishcheva (Мария Прончищева, 1710 - 23 de setembro de 1736) foi uma exploradora russa. 

## Biografia

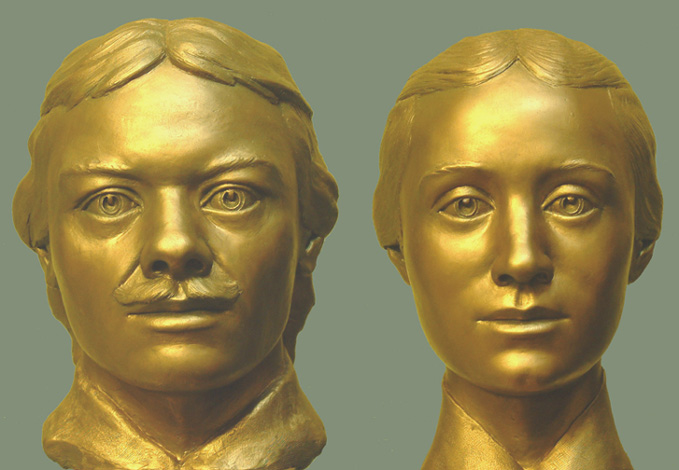
Vasili Pronchishchev e sua esposa. Reconstrução facial forense

Em 1735 com seu marido, Vasili Pronchishchev, desceram o rio Lena (da chalupa Yakutsk) de Vasili Yakutsk, dobraram seu delta e pararam para passar o inverno na boca do rio Olenek. Desafortunadamente muitos membros da tripulação caíram doentes e morreram, principalmente devido ao escorbuto. A despeito das dificuldades, em 1736, alcançaram o litoral oriental da Península Taymyr e foram para o norte junto de sua linha costeira. Finalmente Pronchishcheva e seu marido sucumbiram ao escorbuto e morreram no caminho de volta.
Maria é considerada a primeira exploradora polar.
A Baía Maria Pronchishcheva no Mar de Laptev recebeu seu nome.